# Квинт Марций Рекс (консул 68 пр.н.е.)
Вижте пояснителната страница за други личности с името Квинт Марций Рекс.
Квинт Марций Рекс (на латински: Quintus Marcius Rex; * 110 пр.н.е.; † 15 май 61 пр.н.е.) e политик на късната Римска република.
Произлиза от фамилията Марции която произлиза от четвъртия цар на Древен Рим Анк Марций. Той е син на Квинт Марций Рекс (консул 118 пр.н.е.) и внук на претор Квинт Марций Рекс, който през 144 – 140 пр.н.е. построява акведукт Аква Марциа в Рим. Леля му по баща Марция e баба на Юлий Цезар.
Марций Рекс се жени за Клодия, по-голямата сестра на Публий Клодий Пулхер.
През 68 пр.н.е. е избран за консул заедно с Луций Цецилий Метел. Цецилий Метел умира в началото на 68 пр.н.е. За суфектконсул е избран Сервилий Вация, който умира преди да постъпи в длъжност. Остава сам като консул. Бие се в Сицилия. След това от 67 до 66 пр.н.е. той е проконсул в Киликия, който сената е взел от Луций Лициний Лукул. Тук Марций Рекс води военна операция против живеещите там пирати. Той взема позиция в сирийския проблем за трона, чрез неговата помощ Филип II Филоромей получава трона. В Антиохия строи, особено след голямото земетресение през 69 пр.н.е.
След смяната му от Помпей, Марций Рекс е провъзгласен от войниците му за император и иска един триумф, който му се отказва, така че той чака няколко години в Италия без да прекрачи Рим, иначе би загубил възможността за триумфално шествие. Не е ясно дали е получил триумф. По времето на Каталинския заговор през 63 пр.н.е. той е изпратен във Фаезулае в Етрурия и се бие против катилинаря Гай Манлий.
Той умира преди 15 май 61 пр.н.е.